# نيل إدواردز
نيل إدواردز (بالإنجليزية: Neil Edwards)‏ (5 ديسمبر 1970 في المملكة المتحدة - ) هو لاعب كرة قدم بريطاني في مركز حراسة المرمى. شارك مع منتخب ويلز تحت 21 سنة لكرة القدم. أما مع النوادي، فقد لعب مع ستوكبورت كونتي وليدز يونايتد ونادي بوري ونادي روتشديل وهدرسفيلد تاون.

## وصلات خارجية
- نيل إدواردز على موقع قاعدة بيانات كرة القدم.إي يو (الإنجليزية)
- نيل إدواردز على موقع Soccerbase.com (لاعب) (الإنجليزية)